# کنیا فوجیناکا
کنیا فوجیناکا (انگلیسی: Kenya Fujinaka؛ زادهٔ ۲۵ ژوئیهٔ ۱۹۹۳) بازیکن والیبال اهل  ژاپن است.